# Собачі зірки (фільм)
«Собачі зірки» (англ. The Dog Stars) — майбутній постапокаліптичний науково-фантастичний фільм режисера Рідлі Скотта, сценарій до якого написали Марк Л. Сміт і Крістофер Вілкінсон (на основі однойменного роману Пітера Хеллера 2012 року).

## Синопсис
У постапокаліптичному світі вірус знищує людство. Ті, хто вижив, стикаються з бродячими мародерами, яких називають Женцями. Головний герой Хіґ — пілот, який вижив після грипу, але втратив дружину.

## Акторський склад
| Актор           | Роль   |
| --------------- | ------ |
| Джейкоб Елорді  | Хіґ    |
| Марґарет Кволлі | Сіма   |
| Джош Бролін     | Бенглі |
| Гай Пірс        |        |
| Бенедикт Вонг   |        |

## Виробництво

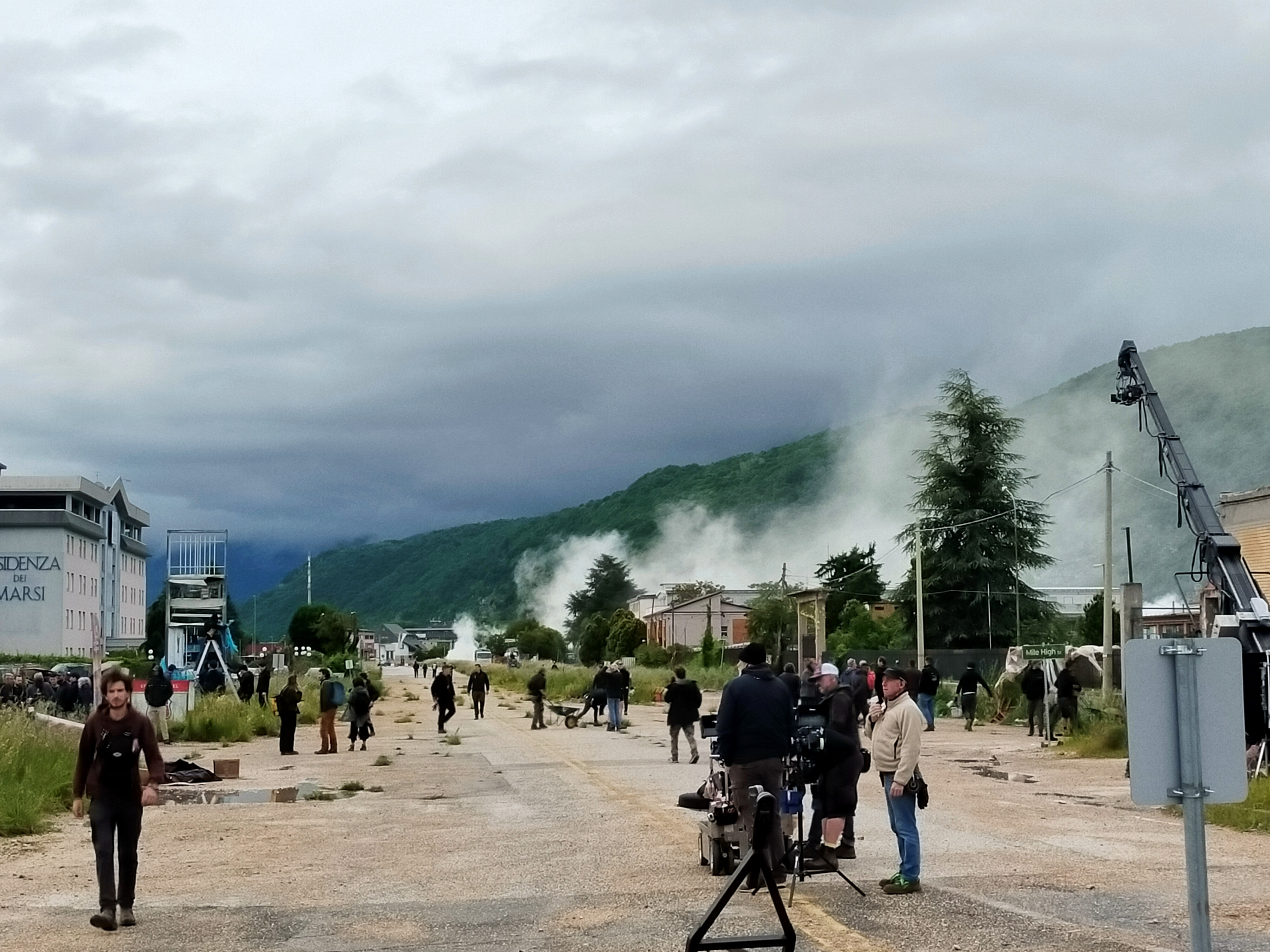
Підготовка знімального майданчика в Авеццано в травні 2025 року

### Розробка
У листопаді 2024 року Рідлі Скотт заявив, що після зйомок запланованого ним біографічного фільму про Bee Gees він хоче зняти науково-фантастичний фільм, додавши, що «він уже написаний». Пізніше з'ясувалося, що цей проект заснований на романі Пітера Геллера «Собачі зірки» 2012 року, адаптованому Марком Л. Смітом і Крістофером Вілкінсоном. На той час було вирішено, що він стане наступним фільмом Скотта, зйомки якого мають розпочатися навесні 2025 року.

### Кастинг
У листопаді 2024 року було оголошено, що Пол Мескаль веде переговори щодо головної ролі у фільмі. Однак, через конфлікти в розкладі, повідомлялося, що Джейкоб Елорді перебуває на ранніх стадіях переговорів щодо заміни Мескаля у січні 2025 року. У лютому Маргарет Кволлі, Джош Бролін та Гай Пірс вели перемовини щодо приєднання до акторського складу. У травні 2025 року до акторського складу приєднався Бенедикт Вонг.

### Зйомки
Основні зйомки розпочалися в Італії у квітні 2025 року. Зйомки були заплановані на Венето, Фріулі-Венеція-Джулія, Абруццо та Cinecitta Studios у Римі. У травні зйомки проходили в Кансільо, Овіндолі та Авеццано.

## Реліз
Вихід фільму у США заплановано на 27 березня 2026 року.